# The 5th Dimension
The 5th Dimension es un grupo estadounidense de música pop, rhythm and blues y soul psicodélico, creado en 1966 a partir de un grupo anterior denominado The Hi-Fi's. El grupo alcanzó renombre a final de la década de 1960 y comienzo de la de 1970, gracias a éxitos de ventas como  «Up, Up and Away», «Wedding Bell Blues», «Stoned Soul Picnic», «One Less Bell to Answer», «(Last Night) I Didn't Get to Sleep at All» o «Aquarius/Let the Sunshine In», así como por su álbum The Magic Garden.
Formado como quinteto, sus miembros originales eran Billy Davis, Jr., Florence LaRue, Marilyn McCoo, Lamonte McLemore y Ronald Townson. Todos ellos habían ya grabado para diferentes sellos a lo largo de su carrera profesional. El primer trabajo del grupo apareció bajo el sello Soul City Records, que había sido fundado por el artista de Imperial Records/United Artists Records, Johnny Rivers. El grupo grabaría más tarde para los sellos Bell Records/Arista Records, ABC Records y Motown Records.
El grupo popularizó canciones de muchos compositores, como Laura Nyro («Stoned Soul Picnic», «Sweet Blindness», «Wedding Bell Blues», «Blowin' Away» o «Save the Country»),  adaptando también versiones de temas de autores muy populares, como «One Less Bell to Answer» (escrita por Burt Bacharach y Hal David) o las canciones de Jimmy Webb, quien aportó su hit «Up, Up and Away». 

## Historial

### Origen
A comienzos de la década de 1960 Lamonte McLemore y Marilyn McCoo, que había sido ganadora de torneos de belleza, formaron junto a otros dos amigos de Los Ángeles, Harry Elston y Floyd Butler, un grupo llamado "The Hi-Fis". En 1964 llamaron la atención de Ray Charles, que los incorporó a su gira del año siguiente. También les produjo un sencillo, "Lonesome Mood", una canción de corte jazzístico, que tuvo bastante repercusión local. Sin embargo, conflictos internos originaron la marcha de Butler y Elston, quienes organizaron The Friends of Distinction.
Lamonte sugirió reorganizar el grupo y comenzó a buscar posibles miembros. Uno de ellos fue Florence LaRue, quien había estudiado canto, danza y violín. A la vez que la incorporaba al grupo, Lamonte reclutó a un viejo amigo, Ron Townson, que había cantado desde niño en diversos coros en su ciudad natal, St. Louis, y había llegado a girar con Dorothy Dandridge y Nat King Cole, uniéndose un tiempo a los "Wings Over Jordan Gospel Singers", además de aparecer en la película Porgy and Bess. Tras su graduación, había organizado su propio coro de gospel de 25 voces.
Un primo de Lamonte, Billy Davis, Jr., también había cantado en coros de gospel desde pequeño. Se incorporó igualmente al grupo.

### Época de grandes éxitos

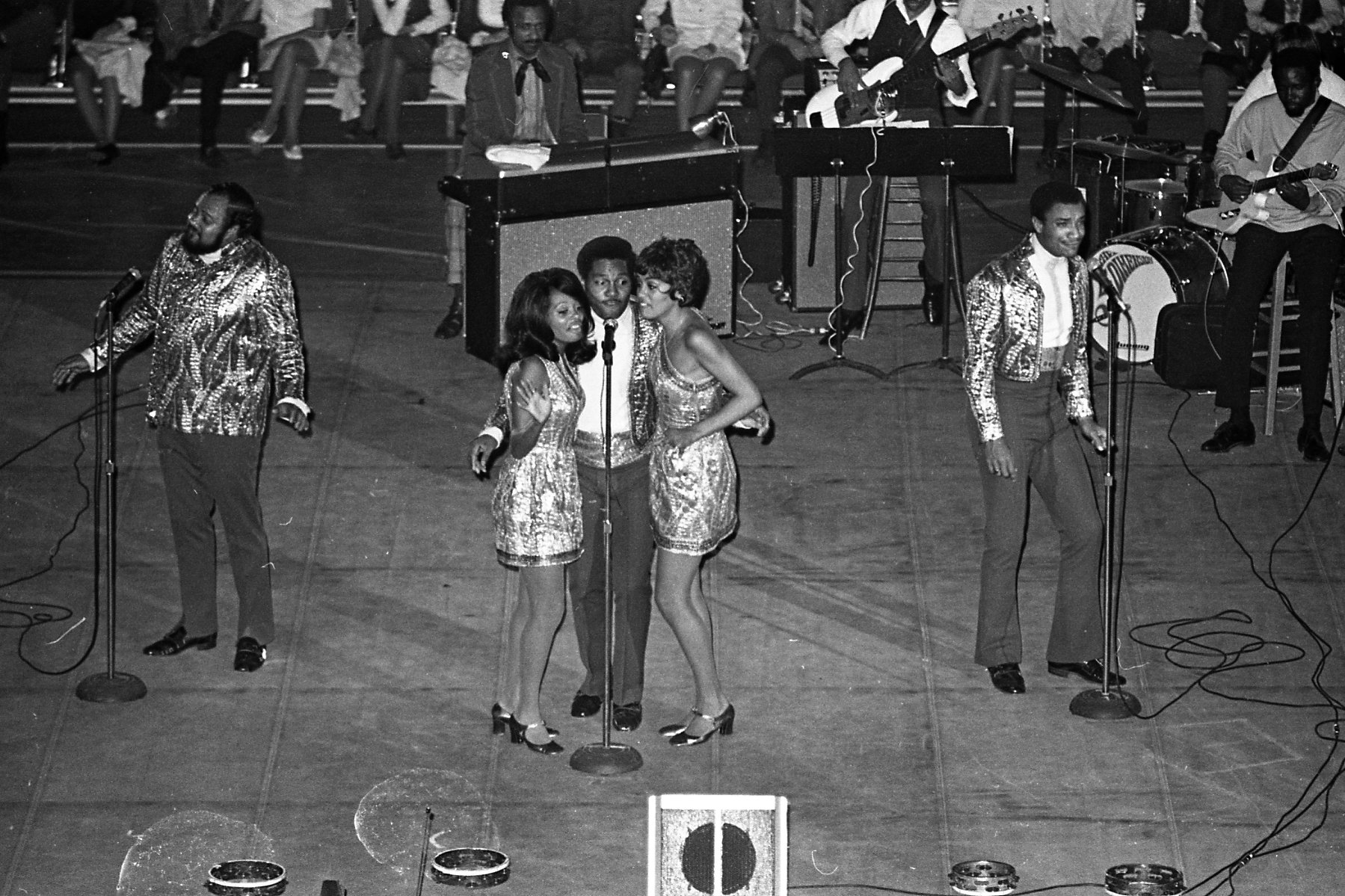
El grupo actuando en 1970.

Los miembros comenzaron a ensayar a comienzos de 1966, bajo el nombre de The Versátiles. Obtuvieron una audición con Marc Gordon, que dirigía la oficina de Motown en Los Ángeles y, aunque rechazó una maqueta previa, firmó un contrato de management con ellos y los presentó a Johnny Rivers, que acababa de crear su sello Soul City Records.  El primer sencillo del sello, "I'll Be Lovin' You Forever", pasó inadvertido.
En 1965, el primer sencillo de The Mamas & the Papas, "Go Where You Wanna Go", no logró situarse en las listas.  Sin intimadarse por ello, The 5th Dimension regrabó la canción nota a nota (excepto por la modulación del último verso) y, a comienzos de 1967, su versión se situó en el Top 20 de la lista de radios de R&B y pop, y en el #16 del Hot 100.
En 1967, el joven cantautor Jimmy Webb, cedió al grupo su tema "Up, Up and Away", que subió al puesto #7, y ganó cinco Grammys.  Al año siguiente, el grupo consiguió sus mayores éxitos con los temas "Stoned Soul Picnic" (U.S. #3) y "Sweet Blindness" (U.S. #13) y obtuvo un disco de oro por el LP Stoned Soul Picnic.  Este disco también incluyó el tema "California Soul", que alcanzó el puesto #25 en febrero de 1969.  Pocas semanas después el grupo alcanzó la cima de las listas con "Aquarius/Let the Sunshine In", temas del musical Hair, liderando el Hot 100 en abril y mayo. "Wedding Bell Blues" lo hizo en noviembre. 
Dentro del Top 20, también se situaron sus sencillo "One Less Bell to Answer" (U.S. #2) (1970), "Love's Lines, Angles and Rhymes" (U.S. #19),  "Never My Love" (U.S. #12) (1971), "(Last Night) I Didn't Get to Sleep at All" (U.S. #8) y "If I Could Reach You" (U.S. #10) (1972).  El grupo consiguió igualmente situar otros discos en el Top 40, entre ellos "Living Together, Growing Together" (U.S. #32) (1973) tema de la banda sonora de la película Horizontes perdidos.

### Apariciones en Televisión
The 5th Dimension interpretaron "Sweet Blindness" en un show especial de Frank Sinatra, Sinatra Does His Thing (1968), y cantaron "Workin' On A Groovy Thing" y "Wedding Bell Blues" en el de Woody Allen, The Woody Allen Special, en 1969.  

### Nueva formación
En 1975, McCoo y Davis, que se habían casado en 1969, dejaron el grupo para continuar sus respectivos proyectos personales y profesionales. El trío restante continuó y obtuvo un éxito en 1976, con el tema  "Love Hangover"; sin embargo, Motown reeditó la versión original de Diana Ross inmediatamente después, y los desplazó de las listas. El grupo firmó con la propia Motown no mucho después, publicando dos discos en 1978. El cantante de R&B, Lou Courtney, estuvo un tiempo en el grupo, entre 1978 y 1979; Joyce Wright se incorporó en 1979 y Phyllis Battle en 1988.

### Reunión
El quinteto original volvió a reunirse en 1990 y 1991 para realizar una gira. Townson dejó la banda brevemente para continuar en solitario, aunque regresó pronto. En 1995, con LaRue, Townson, McLemore, Battle, y Greg Walker, grabaron un nuevo disco, In the House, para Click Records. En 1998, Willie Williams reemplazó a Townson, que murió en 2001. Battle dejó su puesto en 2002, y fue reemplazado por Van Jewell. McLemore se retiró en 2006.

### En la actualidad
El grupo sigue girando en la actualidad, bajo el nombre de "Florence LaRue & The 5th Dimension", liderado por LaRue, con Willie Williams, Leonard Tucker, Patrice Morris, y Floyd Smith.

## Honores
El grupo fue incorporado a la Vocal Group Hall of Fame, en 2002.
y tiene una estrella en el St. Louis Walk of Fame, incorporada en 2010.

## Miembros
La formación original fue la siguiente:
- Marilyn McCoo (nacida el 30 de septiembre de 1943, Jersey City, Nueva Jersey)
- Florence LaRue (nacida 4 de febrero de 1944, Filadelfia, Pensilvania)
- Billy Davis, Jr. (nacido el 26 de junio de 1938, San Luis, Misuri)
- Lamonte McLemore (nacido el  17 de septiembre de 1939, en San Luis, Misuri.[6]
- Ronald L. "Ron" Townson (nacido el 20 de enero de 1933, en San Luis, Misuri - fallecido el 2 de agosto de 2001, en Las Vegas, Nevada)

McCoo y Davis dejaron el grupo en noviembre de 1975, y Towson en 1978. Desde entonces han pasado por él diversos cantantes en su lugar:
| 1966-75       | Florence LaRue | Marilyn McCoo                             | Billy Davis, Jr. | LaMonte McLemore | Ron Townson       |
| 1975          | Florence LaRue | Eloise Laws                               | Danny Beard      | LaMonte McLemore | Ron Townson       |
| 1976-76       | Florence LaRue | Marjorie Barnes                           | Danny Beard      | LaMonte McLemore | Ron Townson       |
| 1978          | Florence LaRue | Terri Bryant                              | Danny Beard      | LaMonte McLemore | Ron Townson       |
| 1978-79       | Florence LaRue | Terri Bryant                              | Lou Courtney     | LaMonte McLemore | Mic Bell          |
| 1979          | Florence LaRue | Pat Bass/ Tanya Boyd/ Joyce Wright Pierce | Lou Courtney     | LaMonte McLemore | Mic Bell          |
| 1979          | Florence LaRue | Pat Bass/ Tanya Boyd/ Joyce Wright Pierce | Michael Proctor  | LaMonte McLemore | Mic Bell          |
| 1980-86       | Florence LaRue | Joyce Wright Pierce                       | (vacante)        | LaMonte McLemore |                   |
| 1986          | Florence LaRue | Estrelita                                 | (vacante)        | LaMonte McLemore |                   |
| 1987          | Florence LaRue | Joyce Wright Pierce                       | (vacante)        | LaMonte McLemore |                   |
| 1988          | Florence LaRue | Phyllis Battle                            | (vacante)        | LaMonte McLemore |                   |
| 1989-92       | Florence LaRue | Phyllis Battle                            | (vacante)        | LaMonte McLemore | Eugene Barry Hill |
| 1993-98       | Florence LaRue | Phyllis Battle                            | (vacante)        | LaMonte McLemore | Greg Walker       |
| 1998–2002     | Florence LaRue | Phyllis Battle                            | Willie Williams  | LaMonte McLemore | Greg Walker       |
| 2002          | Florence LaRue | Van Jewell                                | Willie Williams  | LaMonte McLemore | Greg Walker       |
| 2002-05       | Florence LaRue | Julie Delgado                             | Willie Williams  | LaMonte McLemore | Greg Walker       |
| 2005          | Florence LaRue | Van Jewell                                | Willie Williams  | LaMonte McLemore | Greg Walker       |
| 2005-06       | Florence LaRue | Jamila Ajibade                            | Willie Williams  | LaMonte McLemore | Greg Walker       |
| 2006-07       | Florence LaRue | Valerie Davis                             | Willie Williams  | Leonard Tucker   | Michael Mishaw    |
| 2007          | Florence LaRue | Jennifer Lee Warren/ Gwyn Foxx            | Willie Williams  | Leonard Tucker   | Michael Mishaw    |
| 2008          | Florence LaRue | Patrice Morris                            | Willie Williams  | Leonard Tucker   | Michael Mishaw    |
| 2009–presente | Florence LaRue | Patrice Morris                            | Willie Williams  | Leonard Tucker   | Floyd Smith       |

## Discografía

### Sencillos
Para Estados Unidos, las referencias de lista son del Billboard.  para las canadienses, del CHUM en Toronto.
| Año  | Canción                                        | US  | US AC | US R&B | CAN | UK | Cara B                                  | Álbum                             |
| ---- | ---------------------------------------------- | --- | ----- | ------ | --- | -- | --------------------------------------- | --------------------------------- |
| 1966 | "Go Where You Wanna Go"                        | 16  | -     | -      | 9   | -  | "Too Poor to Die"                       | Up, Up and Away                   |
| 1967 | "Another Day, Another Heartache"               | 45  | -     | -      | -   | -  | "Rosecrans Blvd."                       | Up, Up and Away                   |
| 1967 | "Up, Up and Away"                              | 7   | 9     | -      | 18  | -  | "Which Way to Nowhere"                  | Up, Up and Away                   |
| 1967 | "Paper Cup"                                    | 34  | -     | -      | 17  | -  | "Poor Side of Town"                     | The Magic Garden                  |
| 1968 | "Carpet Man"                                   | 29  | -     | -      | 3   | -  | "The Magic Garden"                      | The Magic Garden                  |
| 1968 | "Stoned Soul Picnic"                           | 3   | -     | 2      | 5   | -  | "The Sailboat Song"                     | Stoned Soul Picnic                |
| 1968 | "Sweet Blindness"                              | 13  | -     | 45     | 15  | -  | "Bobbie's Blues (Who Do You Think Of?)" | Stoned Soul Picnic                |
| 1968 | "California Soul"                              | 25  | -     | 49     | -   | -  | "It'll Never Be the Same Again"         | Stoned Soul Picnic                |
| 1969 | "Aquarius/Let the Sunshine In"                 | 1   | 1     | 6      | 1   | 11 | "Don'tcha Hear Me Callin' to Ya?"       | The Age of Aquarius               |
| 1969 | "Workin' On a Groovy Thing"                    | 20  | 9     | 15     | 17  | -  | "Broken Wing Bird"                      | The Age of Aquarius               |
| 1969 | "Wedding Bell Blues"                           | 1   | 1     | 23     | 3   | 16 | "Lovin' Stew"                           | The Age of Aquarius               |
| 1969 | "Blowing Away"                                 | 21  | 7     | -      | 24  | -  | "Skinny Man"                            | The Age of Aquarius               |
| 1970 | "A Change Is Gonna Come/People Got to Be Free" | 60  | -     | -      | -   | -  | "The Declaration"                       | Portrait                          |
| 1970 | "The Declaration"                              | 64  | 35    | -      | -   | -  | B-side of above                         | Portrait                          |
| 1970 | "The Girls' Song"                              | 43  | 6     | -      | -   | -  | "It'll Never Be the Same Again"         | The Magic Garden                  |
| 1970 | "Puppet Man"                                   | 24  | 31    | -      | -   | -  | "A Love Like Ours"                      | Portrait                          |
| 1970 | "Save the Country"                             | 27  | 10    | -      | 24  | -  | "Dimension 5"                           | Portrait                          |
| 1970 | "On the Beach (In the Summertime)"             | 54  | 12    | -      | -   | -  | "This Is Your Life"                     |                                   |
| 1970 | "One Less Bell to Answer"                      | 2   | 1     | 4      | 3   | -  | "Feelin' Alright?"                      | Portrait                          |
| 1971 | "Love's Lines, Angles and Rhymes"              | 19  | 6     | -      | 28  | -  | "The Singer"                            | Love's Lines, Angles and Rhymes   |
| 1971 | "Light Sings"                                  | 44  | 12    | -      | -   | -  | "Viva! (Viva Tirado)"                   | Love's Lines, Angles and Rhymes   |
| 1971 | "Never My Love" (live)                         | 12  | 1     | 45     | 21  | -  | "A Love Like Ours"                      | Live!!                            |
| 1971 | "Together Let's Find Love" (en directo)        | 37  | 8     | 22     | -   | -  | "I Just Wanta Be Your Friend"           | Live!!                            |
| 1972 | "(Last Night) I Didn't Get to Sleep at All"    | 8   | 2     | 28     | 5   | -  | "The River Witch"                       | Individually & Collectively       |
| 1972 | "If I Could Reach You"                         | 10  | 1     | -      | 13  | -  | "Tomorrow Belongs to the Children"      | Individually & Collectively       |
| 1973 | "Living Together, Growing Together"            | 32  | 5     | -      | -   | -  | "What Do I Need to Be Me"               | Living Together, Growing Together |
| 1973 | "Everything's Been Changed"                    | 70  | 18    | -      | -   | -  | "There Never Was a Day"                 | Living Together, Growing Together |
| 1973 | "Ashes to Ashes"                               | 52  | 7     | 54     | -   | -  | "The Singer"                            | Living Together, Growing Together |
| 1973 | "Flashback"                                    | 82  | 30    | 75     | -   | -  | "Diggin' for a Livin'"                  |                                   |
| 1975 | "No Love In the Room"                          | 105 | 11    | -      | -   | -  | "I Don't Know How to Look for Love"     | Soul & Inspiration                |
| 1976 | "Love Hangover"                                | 80  | -     | 39     | -   | -  | "Will You Be There"                     |                                   |

### Álbumes
- Up, Up and Away (1967) - US #8
- The Magic Garden (1967) - US #105
- Stoned Soul Picnic (1968) - US #21
- The Age of Aquarius (1969) - US #2
- Portrait (1970) - US #20
- The 5th Dimension/Greatest Hits (1970) - US #5
- The July 5th Album (1970) - US #63
- Love's Lines, Angles and Rhymes (1971) - US #17
- Reflections (1971) - US #112
- The 5th Dimension/Live!! (1971) - US #32
- Individually & Collectively (1972) - US #58
- Greatest Hits On Earth (1972) - US #14
- Living Together, Growing Together (1973) - US #108
- Soul & Inspiration (1974) - US #202
- Earthbound (1975) - US #136
- Star Dancing (1978)
- High On Sunshine (1978)
- The Very Best Of 5th Dimension (1982)
- In the House (1995)
- The Very Best Of The 5th Dimension (1999)
- Live! Plus Rare Studio Recordings (2001)  - El título original fue Home Cookin (1976)
- Fantasy (2004)  - El título original fue The 5th Dimension Now (1984)

### DVD
- 2003:  The 5th Dimension Travelling Sunshine Show con Dionne Warwick, Merle Haggard, y The Carpenters[10]